# 카를레스 페레스
카를레스 페레스 사욜(스페인어: Carles Pérez Sayol, 1998년 2월 16일 ~ )는 스페인의 축구 선수이다. 그의 포지션은 윙어로, 현재 수페르리가 엘라다의 아리스 테살로니키에서 활약하고 있다.

## 클럽 경력

### 바르셀로나
카탈루냐, 바르셀로나 그라눌례스에서 태어난 페레스는 2012년에 RCD 에스파뇰에서 바르셀로나 청소년 클럽으로 합류했다. 2015년 10월 3일, 아직 청소년 선수인 그는 0-0으로 비긴 레반테 UD B와의 세군다 디비시온 B 원정 경기에서 막시 롤론과 후반전에 교체 투입되어 리저브 팀과 성인 팀 데뷔전을 치렀다.
2017년 7월, 페레스는 세군다 디비시온에 소속되어 있는 B 팀으로 승격되었다. 2017년 8월 19일, 그는 2-1로 이긴 레알 바야돌리드와의 원정 경기에서 비치뉴와 교체 투입되어 프로 데뷔전을 치렀다.
2018년 1월 21일, 페레스는 3-1로 이긴 CD 테네리페 원정 경기에서 해트트릭을 기록하며 프로 무대 첫 골을 기록했다. 6월 12일, 리저브 팀이 강등을 당한 후 그는 2년 연장 계약을 맺었다.
2019년 5월 19일, 페레스는 2-2로 비긴 SD 에이바르와의 원정 경기에서 마우콩과 교체 투입되어 1군과 라리가 데뷔전을 치렀다. 8월 25일, 그는 5-2로 이긴 레알 베티스와의 홈경기에서 팀의 세 번째 골이자 파랑 클라르 군단 에서의 첫 골을 기록했다. 그는 2-1로 이긴 인테르나치오날레와의 원정 경기에서 선제골을 넣으며 UEFA 챔피언스리그 첫 골을 기록했다.

### 로마
2020년 1월 30일, 페레스는 여름 €11M의 이적료에 의무적으로 발동될 완전 영입 옵션과 함께 바르셀로나를 떠나 이탈리아의 로마로 임대 이적했다. 그는 1-0으로 이긴 헨트와의 유로파리그 32강 홈경기에서 UEFA 유로파리그 첫 골을 기록했다. 그는 6-1로 이긴 SPAL과의 원정 경기에서 세리에 A 첫 골을 기록했다.
2022년 8월 8일, 페레스는 셀타 비고로 임대 이적에 합의하면서 고국으로 돌아왔다.

## 사생활
2020년 8월 27일, 그는 코로나바이러스-19 양성 판정을 받았다.

## 수상 내역
바르셀로나
- 라리가: 2018–19
- UEFA 유스리그: 2017–18[15]

로마
- UEFA 유로파컨퍼런스리그: 2021–22[16]